# 曼荼羅體系

東南亞古典時期中（大約5至15世紀），著名的曼荼羅國家，從北到南分別是：蒲甘王國、大城王國、占婆、吳哥王朝、三佛齊、滿者伯夷

曼荼羅體系（Mandala）是東南亞文化圈的一種政治模型。「曼荼羅」一詞在梵語中意思是「圓圈」，另有聚集、壇之意，是印度教和佛教常使用的象徵性圖形。曼荼羅體系描述的是東南亞歷史早期分佈於勐或吉打端的各種分散的政權形式，而土著政權比中央領導政權的權力更大。
曼荼罗体系近似於歐洲的封建制度，以及宗主國與朝貢國之間的關係。其統治範圍限於王都的周邊地區，越遠離首都則統治權力越趨減弱，這種非中央集權、國土經常伸縮變化的國家，稱為曼陀羅國家。
較知名的曼荼羅體系有蒲甘王國、阿瑜陀耶王國、占婆、高棉帝國、三佛齊、滿者伯夷等。例如，马来半岛的附庸就有義務向暹罗朝廷進貢金銀花。

## 特征
曼荼罗体系源自梵语的（“圆圈”）一词。在印度教和佛教的观念中，宇宙是以须弥山为中心的圈层。这一概念用以类比东南亚的传统政治模型。
O·W·沃尔特斯於1982年更加深入闡述了這個詞彙：“小型的史前定居点网络汇聚成早期东南亚的版图，这些定居点可见于历史记载。早期的东南亚版图由互有重叠的“曼荼罗”拼凑而来。”
曼荼罗体系是用来描述东南亚传统政治形态的术语，在这个体系下，传统东南亚政权可以描述为以大型城市为中心的附庸网络。这个术语由20世纪的西方学者发明，成为惯用的“國家”概念的代称。和西方或是中国惯常的疆土国家观念不同，东南亚的政权疆域不定，亦不依赖中央集权和官僚制统治——政体是由其中心而不是国界界定，一个政体可以由许多其他分支政体组成，而不经行政整合。
在曼荼罗体系下，参照附庸和宗主的亲疏关系，附庸需要按照不同规格向宗主进贡，而宗主会提供较贡品更为贵重的回礼。附庸需要在宗主需要时提供人力物力，一般是支持宗主的战事，而宗主亦会出力保护附庸免遭入侵。泰国学者通猜（Thongchai Winichakul）认为，这更像是“黑手党式的保护”，即这种保护往往同时是宗主的强权施压。附庸可以维系独立的军队和税收。宗主通常不会插手附庸的内部事务，但有时会左右附庸的君主继承权。如果中心对于附庸的控制力十分脆弱，这种主仆关系很可能仅弱化为礼仪性质的朝贡往来。
曼荼罗体系的另一个重要特征是强调统治者的个人关系。即宗主和附庸之间的关系更多具象为统治者之间的人际关系，而非抽象的国际关系。因此，强大的统治者更受崇拜，就有理由吸纳并掌控更多附庸；弱势的统治者则难以维系附庸体系。这就可以解释为何素可泰王国在兰甘亨治下能够迅速崛起，又在他逝世后急剧衰落。实际上，地方附庸可以改换宗主或是完全自立；地方附庸可以构建自己的附庸体系。所有的互动行为都更像是统治者之间的个人行为，而不必然涉及具体的领地。如果一块领地无人居住，就不会有人在此拥有权力，从而排除在曼荼罗体系之外。曼荼罗体系内部的中心地位亦可流动，如在8世纪至9世纪，夏连特拉的君主继承了宗主三佛齐的王位，令三佛齐的曼荼罗中心从苏门答腊岛转移到了爪哇岛。
非排他性亦是曼荼罗体系的一个特征，亦即一个附庸可以同时依附多个宗主。这样一来，数个宗主国亦会为同一个附庸展开博弈，从而令附庸更为自主。例如马来半岛的狼牙脩和单马令就在满者伯夷和阿瑜陀耶之间摇摆。

## 历史

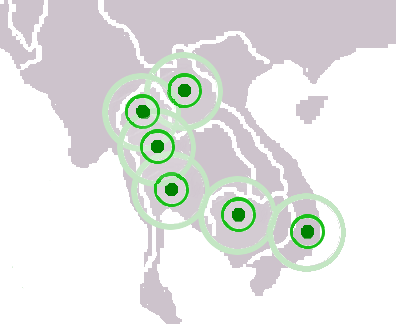
1360年中南半岛上的曼荼罗政体，从北至南分别是澜沧、兰纳、素可泰、阿瑜陀耶、高棉、占婆

东南亚历史的主要宗主国包括高棉帝国、三佛齐、马打兰王国、谏义里国、信诃沙里、满者伯夷、阿瑜陀耶王国、占婆和北屬時期前的大越。在曼荼罗体系之上，叠加有中原王朝的朝贡体系，这些东南亚曼荼罗体系的宗主国皆为中国的朝贡国。不过，朝贡体系对于曼荼罗体系之下的小城小邦就影响甚微。
曼荼罗体系在19世纪中期消亡，被西方的主权国家观念取代。此前，虽然有伊斯兰教传入南洋群岛，当地的曼荼罗体系并未受到影响：如18世纪的森美兰成立有松散的酋长邦联，以神安池为中心；满者伯夷覆灭后的伊斯兰王国亦属于曼荼罗体系。
历史学家马丁·斯图尔特-福克斯大量使用“曼荼罗”概念描述澜沧王国的政治模式：由众多勐组成的松散联盟。泰国学者素乃（Sunait Chutintaranond）对曼荼罗概念的完善有着重要贡献，他论证了阿瑜陀耶王国并非集权国家，强调暹罗地方势力的霸权从未瓦解。

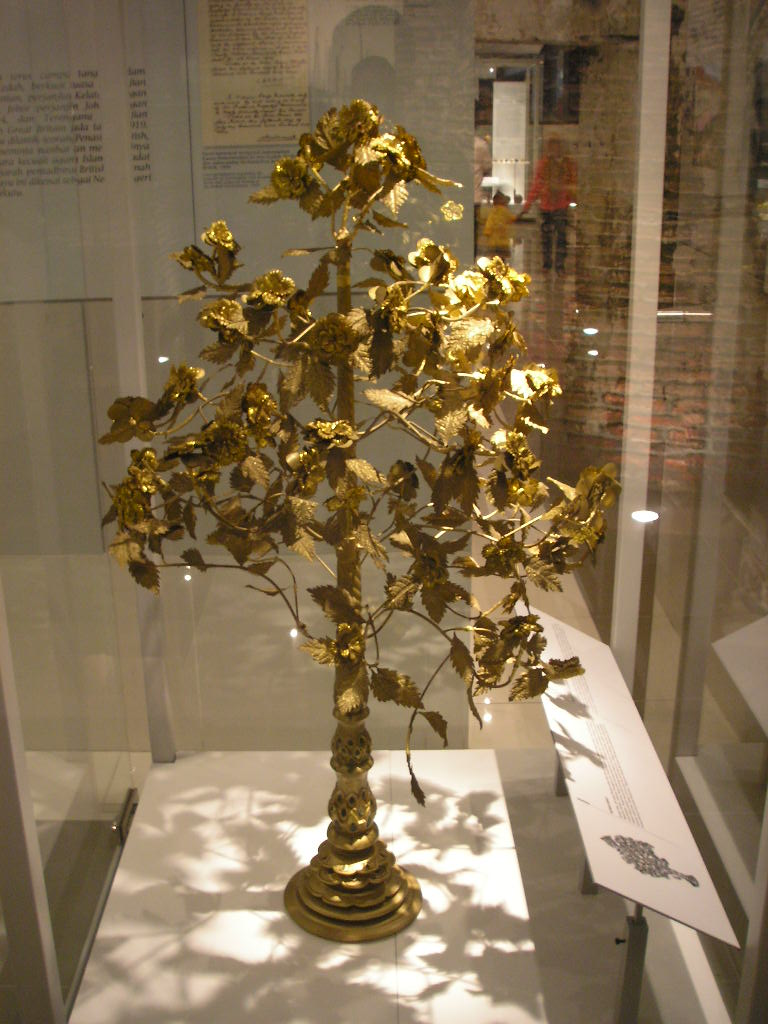
马来半岛邦国向暹罗朝廷进贡的金银花，藏于马来西亚吉隆坡国立博物馆

## 其他研究
斯里兰卡学者S·J·坦比亚提出“星系政体”的概念，和曼荼罗体系类似。美国学者维克多·利贝曼提出过类似的概念“太阳政体”。
中国学者张帆和杨潇则认为前殖民时期的东南亚存在一个本土的尼加拉（Negara）体系，它与曼陀罗体系有所不同。该体系的特点为多中心、跨领土与不稳定。他们认为古代东南亚虽然受印度文化的影响，但并未被完全印度化。尼加拉的核心思想是印度文化与本地泛灵文化结合后所形成的本土文化，它有别于印度文化。
尼加拉体系中最重要的组成单元是尼加拉，即古代东南亚根据神圣观念布局的王国、城市、村镇以及基础的政治单元，尼加拉单元结构松散，其内部的中心可同时效忠单元内外不同的中心或改变与之的关系，因此尼加拉是一个松散的多中心单元。其内在机制为：单元内统治的合法性源于世俗世界之上的诸神世界，但神圣力量会在下一代及次中心上自然衰降，各个中心均需通过对神圣世界的模仿及仪式授权两种方式在世俗世界表现得更接近诸神世界，以此增加自身的合法性。